# Accord anglo-soviétique
L'accord anglo-soviétique était une alliance militaire formelle signée par le Royaume-Uni et l'Union soviétique contre l'Allemagne le 12 juillet 1941, peu de temps après l'invasion allemande de ce dernier. Les deux puissances s’engagèrent à s'entraider et à ne pas conclure de paix séparée avec l'Allemagne.
Les États-Unis estimèrent que cela signifiait que l'Union soviétique avait l'intention de soutenir le rétablissement des États indépendants polonais, tchécoslovaque et yougoslave à la fin de la guerre.

## Termes de l'accord
Le traité fut rédigé et signé en langue anglaise puis traduit en russe, après quoi un accord entre les parties fut établi et son authenticité fut reconnue.
Selon l'accord anglo-soviétique, les gouvernements du Royaume-Uni et de l’URSS définirent les conditions suivantes :
1. S'abstenir de tout acte et/ou engagement hostile à l'encontre de l'autre partie, notamment :
  - Propagande directe ou indirecte contre le gouvernement adverse en dehors des frontières de leurs pays respectifs.
  - Encouragement aux autres pays à prendre des mesures hostiles contre le gouvernement ennemi.
  - Permission donné aux citoyens de l’autre pays pour rentrer chez eux.
2. Suppression du blocus commercial et économique existant entre les deux pays susmentionnés.
  - La seule exception concernait la réglementation du commerce des armes et des munitions.
3. Bénéfice aux navires du pays adverse, avec tout leur contenu respectif, dont l'équipage et la cargaison, des privilèges et des traitements établis, en accord avec tous les navires marchands étrangers. En outre :
  - Permission du gouvernement britannique pour la libre navigation navale aux navires russes correspondant à celle conférée aux navires d'autres nationalités.
  - Des informations sur le placement des mines soient communiquées au pays adverse afin de contribuer à la sécurité du passage des navires de chaque pays.
4. Possibilité de désigner, par chaque pays respectif, un certain nombre de ses ressortissants pour assurer la bonne application de l'accord.
  - Possibilité aux personnes refusant cet accord de communiquer librement avec leurs pays respectifs.
  - Traitement des passeports et des documents d'identité dans l'autre pays comme compatibles avec ceux délivrés ou certifiés par les autorités d'un gouvernement étranger reconnu[3].